# Il braccio violento della mala
Il braccio violento della mala è un film poliziesco del 1978 diretto da Sergio Garrone.

## Trama
Joseph, è un ladro professionista che viene incaricato da una banda di impossessarsi di gioielli e denaro già rubati. Quando i rapporti con la banda iniziano ad incrinarsi, Joseph, nasconde la refurtiva e fa amicizia con Claudia e con Jimmy, un pugile nero.